# Soutelo (Mogadouro)
Soutelo is een plaats (freguesia) in de Portugese gemeente Mogadouro en telt 180 inwoners (2001).